# Sardar Kestay

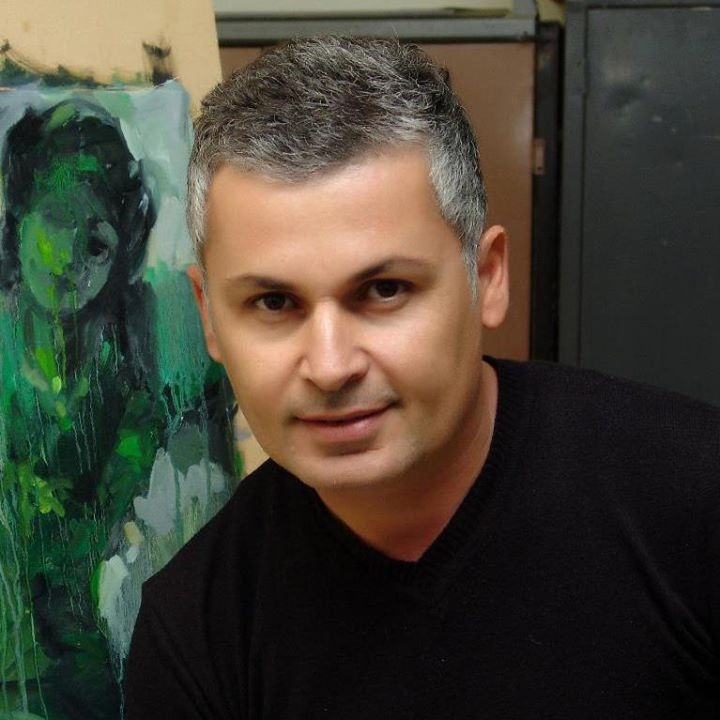
Sardar Kestay vor einem seiner Werke

Sardar Kestay (* 1973 in Duhok, Autonome Region Kurdistan, Irak) ist ein kurdischer Künstler.

## Werk
Sardar Kestay verbindet traditionelle Motive mit Elementen der Abstraktion. Er verzichtet dabei auf eine naturalistische Malweise zugunsten einer Auflösung von Formen und Konturen, die sich durch leuchtende Farben auszeichnen. 
Bevorzugte Motive sind sowohl kurdische Frauen in traditionell kurdischer Tracht als auch Bilder von leicht bekleideten Frauen, eine für kurdische Verhältnisse seltene Motivwahl, wobei die Personen auf seinen Bildern vor einem surrealistisch wirkenden Hintergrund präsentiert werden.

### Karikaturen
Kestay zeichnet Karikaturen kurdischer Persönlichkeiten aus Kunst und Politik. Seine Karikaturensammlung wurde mehrmals in verschiedenen kurdisch besiedelten Städten der Türkei und der Autonomen Region Kurdistan ausgestellt.